# Erebia almada
Erebia almada är en fjärilsart som beskrevs av Hans Fruhstorfer 1917. Erebia almada ingår i släktet Erebia och familjen praktfjärilar. Inga underarter finns listade i Catalogue of Life.